# Kamado Jiko
Kamado Jiko（カマド・ジコ）とは、岸田袈裟がアフリカのケニアで国際協力機構に参加していた時に、遠野かまどを手本に発案し、アフリカの乳幼児死亡率低減と薪の使用量削減に成果を挙げた「かまど」である。「Jiko」とはスワヒリ語で「かまど」の意味。

## 概説
Kamado Jikoとは、遠野市出身の食物栄養研究家である岸田袈裟がアフリカのケニアで国際協力機構に参加していた時に、自身が育った実家にあった《遠野かまど》（「改良かまど」）を手本にして、アフリカの家庭の諸事情も考慮に入れつつデザインし、アフリカで普及活動を行ったものである。
当初は最初期に導入されたEnzaro村の名を冠して「Enzaro Jiko」などと呼ばれ、後に岸田の名を冠して呼ばれる動きもあったが、Kamado Jikoの名が提案され、それが正式名称ということになった。→#名称の変遷
素人でも手作りで作ることができ、材料は、粘土質の土・石・水・レンガであり、材料費はほとんどが無料で、材料の一部にレンガを使った場合でも日本円にして500円以下で済む。また、素人でも自分で簡単に修理できる。→#製作
Kamado Jikoには鍋などを火にかける穴「かけ口」は3つあり、そのひとつに素焼き壺を置いておき飲料用の水はそこに入れ自然と熱せられるようにしておくことで、いつも安全な飲料水を飲めるようになり、感染症や寄生虫の害を減らすことができた。他にもKamado Jikoには様々な利点があり、薪の使用量が従来の「三つ石かまど」の1/4になり森林保護になる、女性の家事の負担を軽減する（3つの調理が同時並行的にできる、薪拾いが減る、男性が台所に興味を持ち台所仕事に参加する）、腰痛の減少、子供の怪我・やけどの減少　等々等々に役だつ。→#効果、#性能
アフリカでは岸田の存命中だけでも20万家庭以上に設置されたと推定されており、その後も現在に至るまで毎日のようにどこかで製作・設置されているという。2012年にはオバマ大統領の祖母の家にも設置された。→#普及

## 歴史

### 考案にいたる経緯・背景
ケニアは以前、国土の17%が森であったが、僅か30年間で2.3%にまで急減した。岸田は調査の結果、ケニアでは三つ石を置いただけのかまどを使っている人が96.8%に達しており（その結果、かまどで大量の木材を燃やして消費してしまっており）、かまど（台所）で燃やす薪を減らさなければ森は守れず水源も失われると考えた。また1991年に無償の診療が行なわれた際に次のことが判った。
- 三つ石の所で転ぶため子供の火傷が非常に多い
- 女性たちが腰痛を訴える
- 感染症（腸チフス・コレラ）や寄生虫も多い

アンケートの回答には、年を追うごとに薪を取りに行く森が逃げていくから年々遠くに行かなければいけない、という意見もあった。これらの問題をどう解決するか考えた岸田は村人達と話し合いを重ね、電気も水道もない場所で安全な飲み水を入手する方法として、「かけ口」（＝鍋などを置くところ）が3つある Enzaro Jiko を考案した。

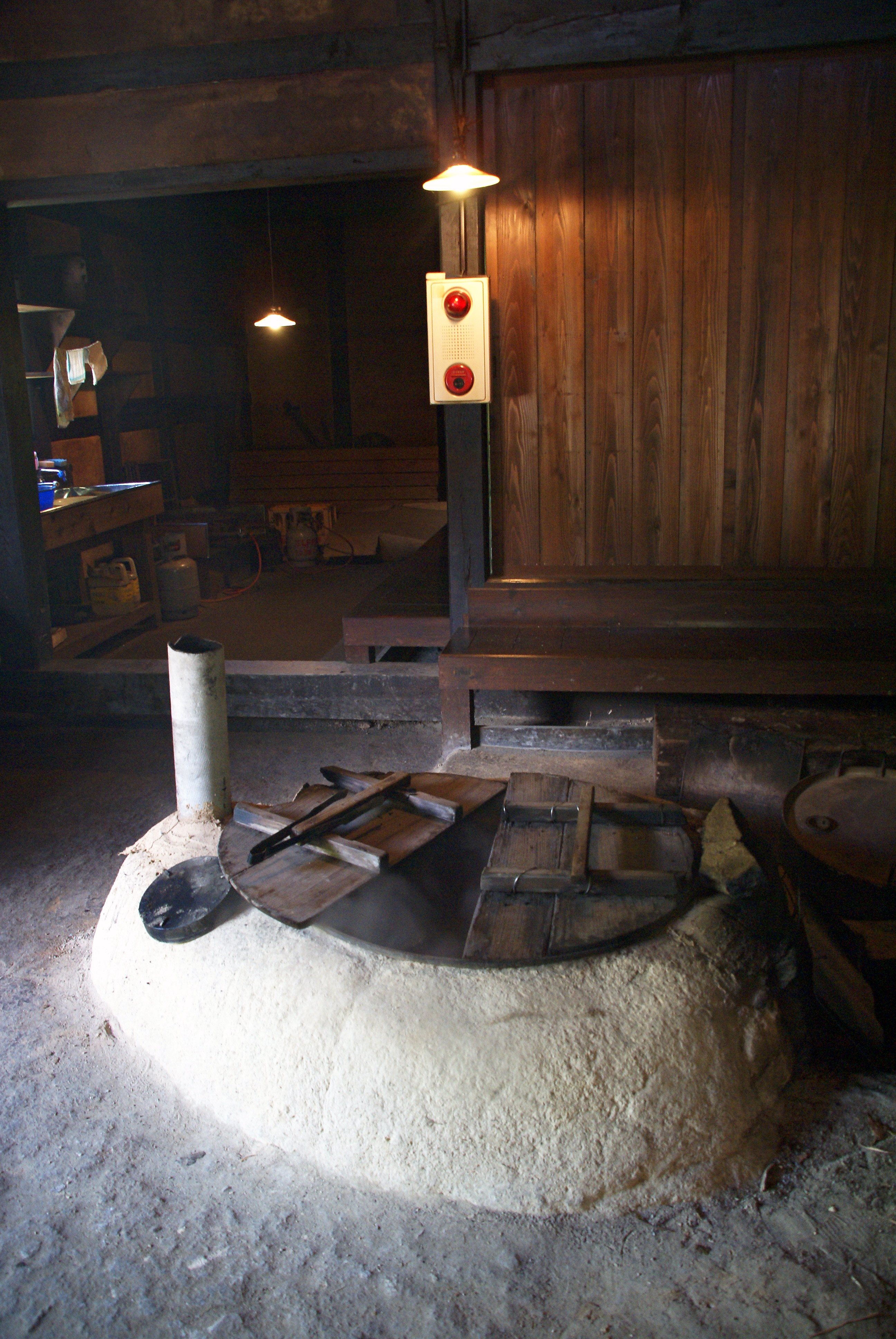
（参考画像）ウマガマ（岩手県遠野市・遠野ふるさと村）

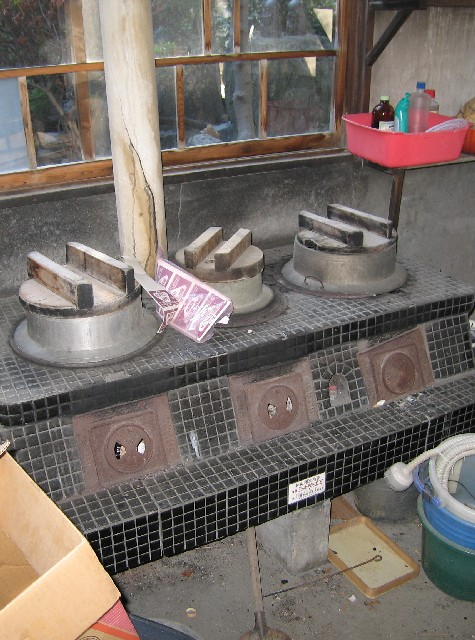
（参考画像）日本の改良かまどの一例。 3つの「かけ口」を確認できる。遠野のものではなく、またアフリカのKamado Jikoとは異なる。

### 遠野かまどとの比較
次に、岸田袈裟が手本にした《遠野かまど》（改良かまど）とKamado Jikoとの比較をしてみる。参考までに「ウマガマ（馬釜）」との比較もする。これによって設計上、何を継承しており、何を変更したかが判るであろう。
「改良かまど」とは、1950年代に遠野で台所用に用いられていた<かまど>の呼び名であり、かつて岸田袈裟の実家の台所にも改良かまどがあった。そのかけ口のひとつにはお湯専用の釜が載せられ、湯をひしゃくで汲んで使う、という生活を営んでいた。なおKamado Jiko が「改良かまど」であるというのは、“アフリカ用に改良したかまど” という意味ではなく、遠野で「改良かまど」と呼ばれていた台所用のかまどを、アフリカ現地の粘土や石を利用して製作した、という意味である。
「ウマガマ（馬釜）」とは、人と馬が共に住む曲り家の土間にある土製の大釜のことで、岸田袈裟の生家も曲り家であり、ウマガマがあった。
| 項目       | ウマガマ（馬釜） | 遠野の改良かまど         | アフリカの Kamado Jiko |
| ---------- | ---------------- | ------------------------ | ---------------------- |
| 材料       | 粘土             | レンガ、タイル、セメント | レンガ、粘土、石       |
| 焚口       | 1                | 2                        | 1                      |
| 鍋のかけ口 | 1                | 2                        | 3                      |
| 形状       | 半球             | 直方体                   | 直方体                 |

### 名称の変遷
- 1991年にケニア西部のエンザロ村で最初のかまどが設置され、「Enzaro Jiko（エンザロ・ジコ）」と命名された。「Jiko」とはスワヒリ語で「かまど」の意味である。
- 住民から「Kishida Jiko キシダ・ジコ」と呼びたいとの申し出もあったが、ジコは自分だけの物ではないと考えた岸田はこれを辞退。
- かまどが他地域にも広まり、その土地の名前をつけた時期もあった。
- 隣国のウガンダやタンザニアからも評価を受けたために「Enzaro Jiko」を改め、日本のかまどから「Kamado Jiko（カマド・ジコ）」と統一した名称で呼ぶ事にした。この Kamado Jiko の名称は日本とアフリカの架け橋の象徴ともいえる[9][注 5]。

## 製作

### 材料
現地の粘土質の土、石、水、レンガを材料に用いる。
粘土が手に入らない場合は土と牛糞、または灰と牛糞を混ぜた物をつなぎとする。

### 道具
粘土をこねるスコップや鍬。水を汲むバケツ。粘土の形を整えるへら。後は手作業で製作可能で、特別なスキルは不要。

### 手順
1. 日干しレンガで土台を作る。日干しレンガが無い場合は石を使うが耐火性は落ちる。
2. 土台の上に粘土を塗る。ここまでは1～2時間で終わる。
3. 3～5日後に、土台が乾燥したら、更に粘土で表面を仕上げる。
4. 2週間の間、毎日水分を与え、ひび割れを修理する。手入れを怠ると粘土がボロボロになり使用不能になる[注 6]。デザインや大きさは各人の好みに任せる[13]。

### 費用
| 材料   | 費用      |
| ------ | --------- |
| 粘土   | 0         |
| 石     | 0         |
| 水     | 0         |
| レンガ | 500円以下 |
| 工賃   | 0         |
| 合計   | 500円以下 |

### 蛇口付き素焼き壺
蛇口は Kamado Jiko に必須というわけではないが、コップなどで壺から湯を汲むとコップ自体の汚れでかえって危ないと考えた岸田は煮沸用の素焼き壺に蛇口を取り付けた。これを製作するには、壺にナイフなどで穴を開け、耐水性のセメントと耐熱性のセメントと通常のセメントを混合し、これに砂を混ぜたもので蛇口を固定して数日乾燥させる。

## 効果
ケニアおよびタンザニアでのアンケート結果により報告された効果は以下である。
1. 従来の三つ石かまどに比べて使用する薪の量が4分の1ですむようになり、森林保護につながる。
2. 鍋をかける口を3つ設けてあるため、一度に3つの調理ができる。従来の4分の1の薪で食事の調理と飲み水の煮沸消毒が同時にできるようになった。
3. 水の煮沸消毒が容易になったことで、いつでも衛生的な水を飲めるようになり、病気が大幅に減った。薬草を煎じて皮膚病が治療できた[注 8]。
4. 薪集めや調理の時間が大幅に短縮され、女性や子供の労働時間が節約できる。その分、農作業に使える時間が多くなり、以前よりも農作物の生産が向上した。
5. 子供が台所で転んでも、かまどの火で火傷をする恐れがなくなった。
6. 調理の際にかがまなくて済むため腰痛の防止になり、女性たちの健康が大幅に改善された。
7. かまどの煙が少なくなり、目の病気が減った。
8. 新しいかまどに興味を持った男性が積極的に台所の仕事を手伝ってくれるようになり、家庭が円満になった。

これにより、Kamado Jiko を設置した家庭は腸チフスやコレラなど飲料水を介する感染症が無い、という結果を得る事ができた。小学校で教科書を持っているのはクラスに僅か2～3人という貧しい村にあっては、作るのにお金がかからない事と、修理が自分達でできる事も利点である。

### 蛇口付き素焼き壺の効果
普及の引き金となったのは、Kamado Jiko を作った家庭に金属製の蛇口をプレゼントするという岸田のアイディアであった。水汲み場に設置した小石・砂・木炭をタンクに入れた簡易浄化装置に加え、Kamado Jiko と蛇口付き素焼き壺により、水道の無い村でありながら、蛇口をひねれば加熱殺菌された安全な水がいつでも飲めるようになった。素焼き壺は右か左の口にかけておけば、火力の強い中央で煮炊きをする際に余熱で70℃程になる。70℃でほとんどの雑菌が死滅し飲み水として使える事は、岸田が専門家に実験を依頼して確認した。

### 煙突の有無と煙の効用
1991年に Kamado Jiko により色々な問題が解決できたためこれから普及を図ろうという段階では、煙突をつけるか否かは選択に任せていた。岸田は煙突はつけるべきだと考えていたが、「煙突はいらない」という結果になった。
煙突についてWHOは世界人口の過半数が薪、石炭、乾燥した家畜の糞を調理の際の燃料に用いており室内の空気汚染のため世界で毎年2百万人の死者、病気の2.7%を占めるとして煙突の必要性を訴えているのに対し、UNHCRは煙突は熱を逃がし効率を下げるだけで役に立たないとして国連の機関でも意見が割れている。
一方、2010年のマラリア患者数は約2億1600万人で、推定655,000人が死亡している。特にサハラ以南はリスクが高く、アフリカは1分に1人の割合で小児がマラリアで死亡する土地柄であり、岸田の恩師である川島四郎もケニアでマラリアに感染して亡くなった。マラリア原虫を媒介するハマダラカは主に夕暮れから明け方に吸血するため夕食を作る時間帯は煙があった方が蚊に刺されにくい。
調理時のマラリア感染リスク低減以外の煙の効用は以下である。
- Kamado Jiko の上に薪を置く棚があると煙を通す事で乾燥し良く燃える
- 畑に蒔く穀類の種をぶら下げると燻製されて虫がつかない

また現地の台所は屋根と壁に20cm程の空間があり換気が良いという住宅事情もあった。よって「Kamado Jiko = 煙突の無いかまど」というわけではなく、結果的に現地の人達が煙突をつけない事を選択したに過ぎない。

## 性能
調理ストーブの性能は燃費・排気・安全性で規定される。岸田が行った三つ石かまどとの比較テストの結果では
燃費
Water Boiling Testの一部に相当する項目
- 沸騰までの時間は同じ
- 沸騰してからの持続時間は長い

Kitchen Performance Testに相当する項目
- 以前は村人達が毎日薪を取りに行かなければいけなかったものが、4日に1度で済むようになった。

排気
Emission Testに相当する項目
- 一酸化炭素 (CO)、粒子状物質 (PM) の測定データは無い。
- 煙を積極的に活用するため煙突は現地では使用されていない。
- 薪から発生する煙が少なくなったというアンケート結果がある。

安全性
Safety Guidelines and Testingに相当する項目
- 子供が Kamado Jiko の回りで転んでも火傷しなくなった。
- 据付型であるので鍋ごと転倒する危険性は無い。

となっている。

### 他ストーブとの比較

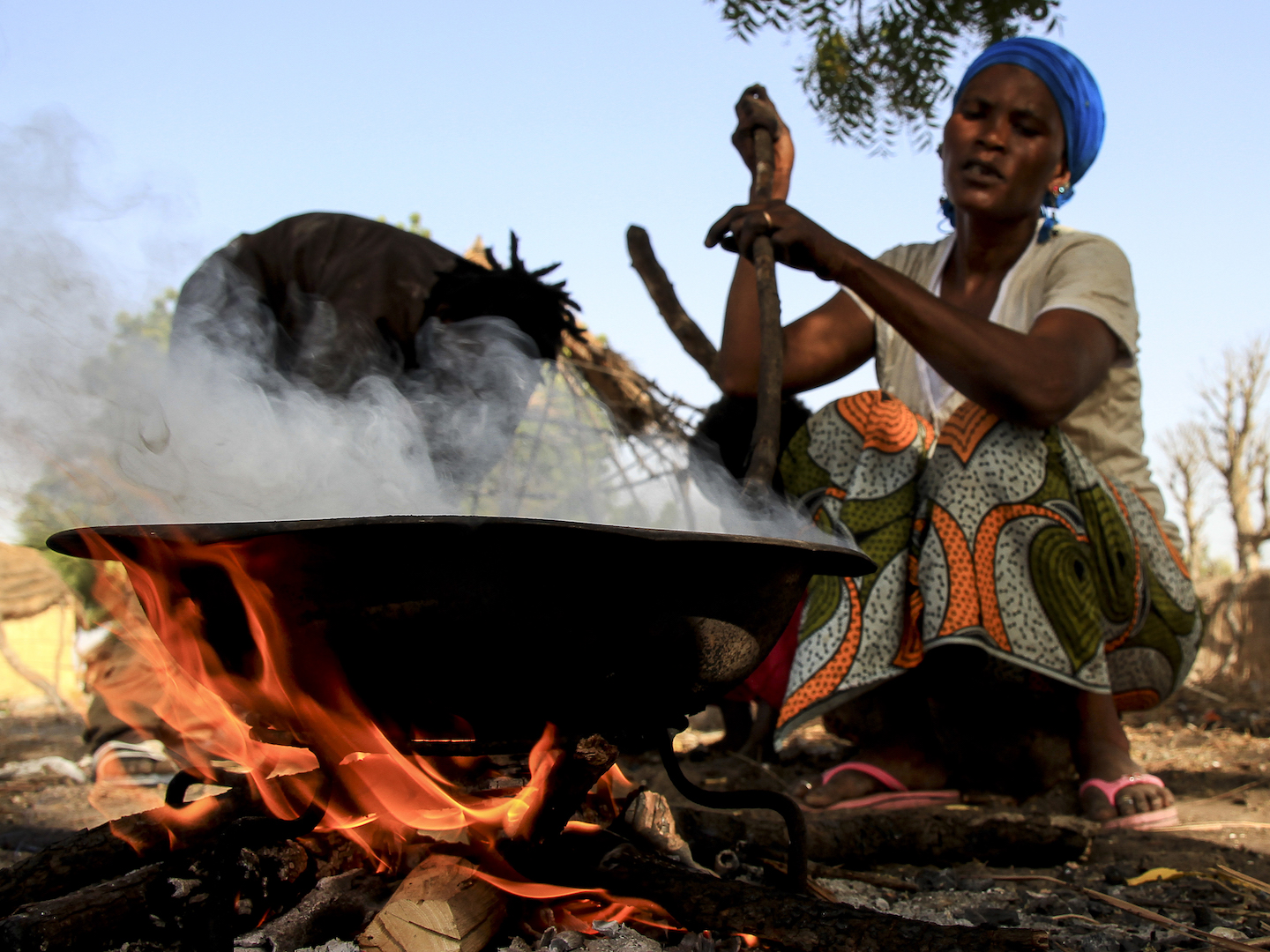
セネガルでの炊事風景。地上に五徳を置いて鍋を支える

ストーブの性能を比較する際に、実験室で得られたデータと実際に野外で料理に使用されて得られる結果は異なる。実験室では理想的な環境および燃料を使用し再現性を重視するが、そこで得られた性能が野外で達成される事は無く、実験室で高性能を示すストーブは実験室で低性能のストーブよりは役立つ見込みが高いという目安に用いられる。
ストーブ改良の際に、比較の基準となる三つ石かまどの性能は使用条件で大きく変わる。実験室で
- 無風状態で使用する
- 燃えやすいように細く割られて乾燥した薪を用いる
- 薪の先端だけを燃やす
- 小さな火を燃やす
- 炎は鍋の真下かつ近くに来るようにする
- 燃えるに従い薪を押し込む

という条件で熟練者が操作すれば、三つ石かまどであっても効率20-30%を達成しかつ煙は少ない。しかしながら現実には
- 風を遮らないので熱が流れる

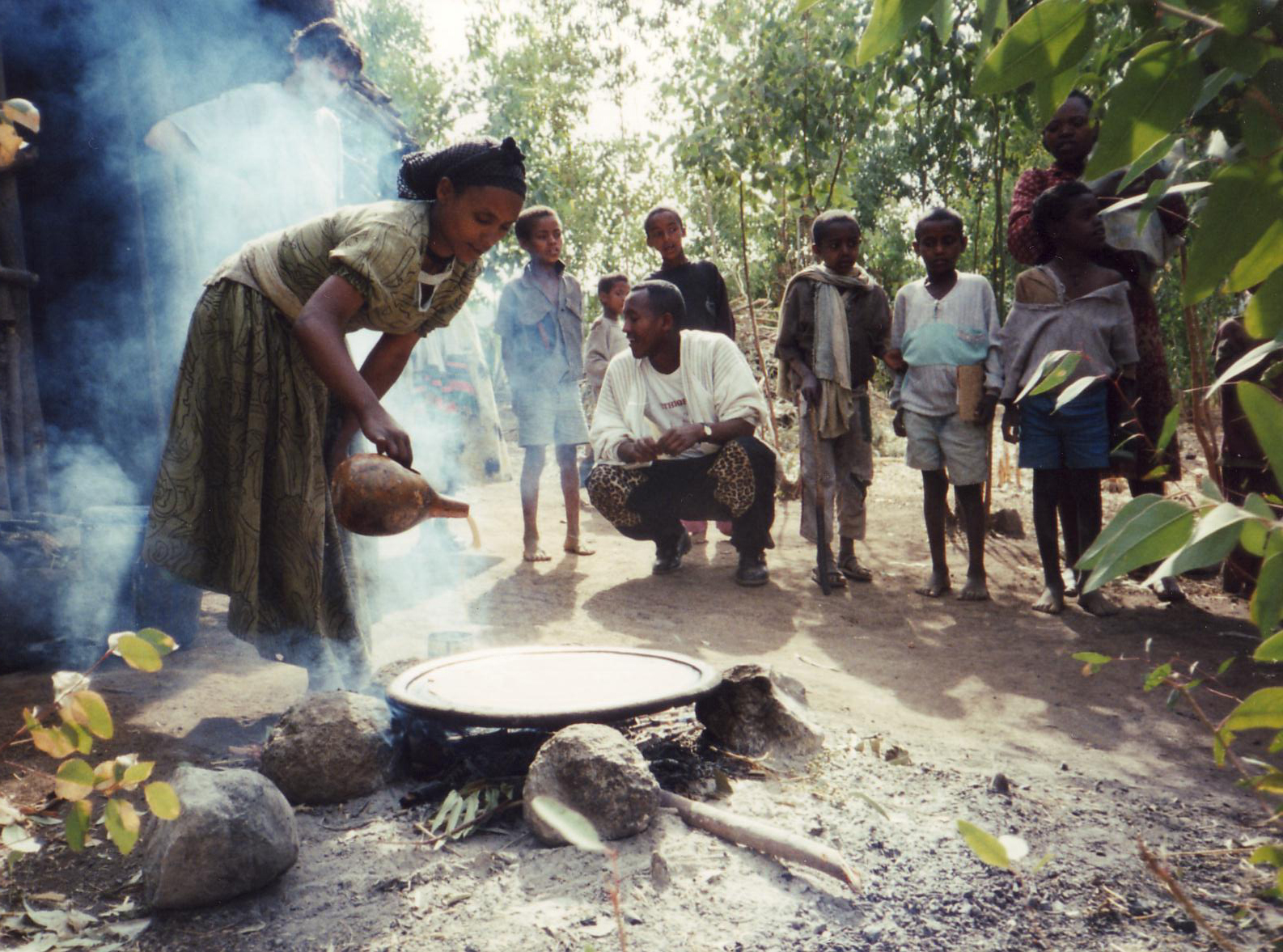
エチオピアのゴンダールで女性がインジェラを焼いている所

- 火が消えやすいので必要以上に大きな炎を燃やす
- 太いままの薪を燃やすためいぶって煙を大量に発生させる
- 生木や乾燥していない薪を燃やすため気化熱が奪われる
- 調理中に他の仕事をするため余計に薪をくべる
- 煮込み料理には沸点を3-6℃下回る温度を保てば良く、これなら燃料は少なくて済む事を知らずに沸騰させ続けて熱が水の蒸発で無駄にされる

などの条件のため熱効率は3-5%にまで低下する事もある。このように三つ石かまどは使い方で効率が大きく変わるため、かつては三つ石かまどに対する改善効果を見誤るストーブ支援プロジェクトもあったが現在は理想的な条件で使用された三つ石かまどよりさらに良いテスト結果が出た場合を改良と判断する。

#### 断熱材不使用のもの

##### 三つ石かまど
実験室で熟練者が操作した場合、5Lの水を沸かすのに必要な薪は601gで熱効率は20%さらに45分間静かに煮立たせるのに必要な薪は517gである。

##### 土かまど
土かまど (Mud-Stove) という名前とは異なり大抵は粘土、砂、藁を混合して製作するが灰、牛糞、セメント、おがくずを使用する場合もある。30%の砂と20%の粘土を混ぜたものに断熱効果を得るためおがくず50%を混ぜた、かけ口1つの土かまどの場合、実験室では5Lの水を沸かすのに必要な薪は386gで熱効率は29%、さらに45分間静かに煮立たせるのに必要な薪は406gである。土かまどはかけ口に合った大きさの鍋でないと効果を発揮しない。身近にある材料で製作できるため難民キャンプ等で換気の良い状態で使う場合には有用である。

##### ヴィータ
金属板で製作した、かけ口1つのストーブ。実験室では5Lの水を沸かすのに必要な薪は352gで熱効率は30%、さらに45分間静かに煮立たせるのに必要な薪は338gである。燃焼効率を犠牲にしても多くの熱を鍋に伝える事を重視しており、COとPM2.5は三つ石かまどよりも多く発生する。ストーブのかけ口に合った大きさの鍋でないと効果を発揮しない。製作が容易なため災害時に屋外で使う場合には有用である。触れば火傷をするので、安全性評価では三つ石かまどの次に安全性が低い。

#### 断熱材を使用するもの
アプロヴェチョは空き缶ロケットストーブの製作方法の解説において、少し経験を積めば0.6±0.2g/cm3の軽い断熱レンガを1000℃で焼く事ができると説明しているのに対し、UNHCRは厚みがあるため野焼きでは作成できず窯と薪が必要で、割れないように焼くには温度のコントロールが難しく、地元の陶器師を訓練し歩留まり10%以上で焼けるようになるのに1年の訓練が必要な場合もあり、また良い粘土と型枠も必要なため焼き物を使用したストーブの製造は非常に大変であるとしている。ストーブ用の焼き物を製作する点については脚注に示した The Kenya Ceramic Jiko: A Manual for Stove Makers のpp. 31-72も参照。

##### 空き缶ロケットストーブ
空き缶と金属の煙突、断熱材に灰を詰めて製作した、かけ口1つのロケットストーブの場合、実験室では5Lの水を沸かすのに必要な薪は361gで熱効率は34%、さらに45分間静かに煮立たせるのに必要な薪は372gである。燃焼室を金属で製作すると2～3ヶ月で劣化し交換が必要になるので陶器か耐火煉瓦で製作すると長持ちする。

##### ウガンダ2ポット
断熱耐火煉瓦によるロケット型の燃焼室を持ち、かけ口2つのストーブ。実験室では5Lの水を沸かすのに必要な薪は262gで熱効率は43%、さらに45分間静かに煮立たせるのに必要な薪は459gである。煙突を有するので室内のCO濃度は三つ石かまどの2%、PM2.5は3%に低減される。高効率と低室内汚染を両立しているが、費用は$40と高い。

#### ファンを使用するもの

##### ウッド・ガス
電動のファンを使用した、かけ口1つのストーブ。実験室では5Lの水を沸かすのに必要な薪は235gで熱効率は45%、さらに45分間静かに煮立たせるのに必要な薪は224gである。煙突は有していないが、COは三つ石かまどの22%、PM2.5は15%に低減される。燃料をまとめてくべるため途中で追加するのが手間で、価格は$55と高い。

#### 木炭を使用するもの
東アフリカでは調理用の燃料として木炭が普通に使われており、昔から木炭は金属製のストーブまたは現地でジコと呼ばれる物で燃やされていた。調理の燃料として場合によっては炭が好まれる理由は以下である。
- 熱量が高い。水分含有量15%の薪は16MJ/Kgであるのに対し、水分含有量5%の木炭は31.8MJ/Kg[注 21]
- 重量あたりの熱量が高いので長距離を輸送する場合は薪を輸送するより経済的
- 保管の際にも薪より場所を取らない
- 薪と違い虫食いやカビに侵されない
- 煙をほとんど出さないので街中や都市部での使用に適している

他に木炭の特徴として、いったん火が付けば薪のように絶えず燃料をくべる必要がなく空気窓を閉じれば弱火が維持され煮込み料理に向くという利点があり、逆に一酸化炭素は薪を三つ石かまどで燃やした場合より多く、特に火力が高い場合は危険なレベルに達する欠点がある。
東部タンザニアでは森林にある木はほとんどが木炭作りに向いた種類であるが、棘があって扱い難い木や軽くて熱量の低い種類の木は敬遠される。しかし木を選べるのは木が豊富な地域に限られ、既に森林が劣化し木が不足している地域では種類を選ばずに木を切り倒して木炭にする。木炭生産が森林資源に影響を及ぼした例として、ダルエスサラームの西側と北側の密林24.6%の劣化と19.58%の伐採、流域地帯の開けた林の50.8%の伐採は市内に供給する木炭生産が原因であるとする調査がある。
FAOは1人当たりの燃料の年間消費量を見積もる際は、旧来の低効率な薪ストーブや三つ石かまどで調理した場合は含水率30%の薪で1200kg、高効率の薪ストーブ使用の場合は450kgで計算する。木炭の場合は1人当たりの年間消費量は約60kg～120kgの範囲だが計算には100kgを用いている。FAOは100kgの木炭を生産するには輸送中のロスも考慮すれば約700kgの乾燥した木が必要で、木炭100kgの熱含量は乾燥した薪約300kgと同等としている。
木炭を焼くにはまず熱で木を乾燥させてから炭化という過程を経るため、原料の薪の水分含有量の差が薪を乾燥するために用いられるエネルギーの差となり、重量比で薪から木炭への変換効率を求めた場合に調査によるバラツキが生じるが薪の熱量の70～80%が木炭を生産するために使用されるという調査結果もある。これらより、薪を木炭にする段階で既にエネルギーが無駄になっているので、薪を高効率ストーブで燃やす事を奨励する方が道理に適っているが、三つ石かまどや劣った設計の薪ストーブは熱効率が3～5%の低さにまで落ちる事があるのに対し、伝統的な木炭ストーブでも23～28%の熱効率はあるので木炭の方が良い場合もある。

##### ケニア・セラミック・ジコ
三つ石かまどより効率的で現地の人に購入可能なストーブとして考案された。伝統的な金属製のストーブより25～40%の燃料削減効果があり、現地の職人によって製作を可能とするための詳細なマニュアルが公開されている。ケニアでは普及しておりガーナでは Gyapa の名前で販売されている。
Gyapa ストーブが実験室で5Lの水を沸かすのに必要な木炭は342g分の乾燥した薪に相当し熱効率は18%、さらに45分間静かに煮立たせるのに必要な木炭は353g分の乾燥した薪相当である。COは三つ石かまどの292%、PM2.5は56%である。

#### 燃料と熱量の関係
UNHCRの資料によれば、各種の燃料 1kg 当たりの熱量の代表的な値は以下である。
| 燃料                                   | MJ/kg |
| -------------------------------------- | ----- |
| 薪（水分含有量 60%）                   | 8     |
| 牛糞                                   | 10    |
| 枝、葉（乾燥したもの）                 | 13    |
| 藁、綿の茎                             | 13    |
| 空気乾燥の薪（水分含有量 20%）         | 15    |
| 成形木炭（藁、籾殻、バガス原料）       | 16    |
| オーブン乾燥させた薪（水分含有量 10%） | 20    |
| ピート                                 | 21    |
| 木炭                                   | 28    |
| チャコールブリケット                   | 30    |
| 灯油                                   | 44    |
| バイオガス                             | 45    |
| 液化石油ガス                           | 46    |

### 太陽熱との併用
岸田は Kamado Jiko と太陽熱を併用する事でさらに調理に使用する薪を減らす試みを行い、1/10にまで減らす目処は立ったものの 普及していない。理由は明らかではないが、UNHCRの資料によれば、薪が乏しく日照の強い3ヶ国の難民キャンプで太陽熱調理を試験した結果として
- 耐久性が低い。丈夫で長持ちする物は高額で、安価な物は数ヶ月しか持たない。
- 料理の方法を大幅に変えなければいけない。それには以下が含まれる。
  - 日差しがある時に料理しなければならない
  - 煮え具合を見ただけで熱が失われるほど弱い
  - 十分に前もって料理を準備しなければならない
  - 台所では料理できず全て屋外で行わなければならない
- 料理に時間がかかる。曇っているときは特に影響が大きく、結局は火を使わなければならない。
- 焼き物・揚げ物ができず、パンやフラットブレッドも焼けない[注 24]。
- 太陽熱を使った料理法を教えるのに時間がかかる。

という欠点のため全て試験段階で終わっており、無料・無尽蔵・無公害の太陽エネルギーは理想的に思えても現実は魅力の乏しい調理法で、調理の補助的な熱源としてでさえ一部の意欲的な人以外は利用しようとせず、期待した効果は得られなかったと結論付けている。ケニアのシャンダ村で現地のNGOがソーラークッカーのデモをしようとした所、雨で中止になった事もある。

## 普及
岸田の存命中にKamado Jikoを設置した家庭は推定で20万世帯以上と考えられる。

### 普及した理由
岸田は朝食会の質疑応答で、他国の支援団体がかまどや飲み水の改善を行っても普及しなかったのは人々の中に入っていかず「これは良いものだからつくりなさい」と命令するやり方だったためで、それに対し岸田は問題を提起して住民自らに考えさせたのが差になったとの考えを述べている。

### 設置されている地域
ケニヤ、ウガンダ、タンザニア。

### 主な推進団体
少年ケニヤの友

### JICAとの関係
JICAは日本の政府開発援助の実施機関であり、岸田が1991年からボランティア（1993年からは短期専門家）として参加していた「人口教育促進プロジェクト」は教材やビラを配りビデオを見せて人口抑制策教育を普及するというのが目標であったが住民はテレビ自体が珍しく絵が動くと集まりはするものの、内容には全く関心を示さなかった。子どもの死亡率が高いのでたくさん産もうとする状況のまま産児制限をするように言っても効果は期待できず子供の死亡率を下げ なければ出生率は下がらないと考えた岸田は Kamado Jiko による保健衛生改善を進めた。
その後、1994年からはJICAの「コミュニティ開発」そして2000年からは「地域住民生活改善指導」の専門家として、かまど・太陽熱利用・薬草を利用して保健衛生に貢献し、2002年にはJICAの専門家としてソロプチミスト日本財団より千嘉代子賞を受賞しているが、JICAは女性を1人で派遣する事は危険が伴うとして原則行なっておらず、地域に溶け込んで活動する岸田は特殊な存在だった。
JICAは特定のかまどだけを奨励しているわけではなく、協力隊員が現地の状況に合わせ別のかまどを製作したり、Kamado Jiko に似た仕組みのかまどを製作する事もあり役立つ物なら何でも利用する。

### 消失と自主的な再建
岸田が普及につとめた Kamado Jiko であるが、自然災害による村落の移転、家の倒壊や台所の改築、2007年-2008年のケニア危機 の際に略奪・破壊に巻き込まれるなどの理由で多くが消失した地域がある。しかし、かつて Kamado Jiko のセミナーに参加していた住民が地元で普及を続けるケースも見られ、また新たにセミナーを開いて普及が図られている。

### 米大統領の祖母に紹介
2008年にバラク・オバマがアメリカ合衆国の大統領に当選した時に少年ケニヤの友のキスム事務所にいた岸田袈裟が祝賀会場となったケニア西部のニャンゴマ・コゲロにあるオバマ中学校に駆けつけた事が縁となり、オバマ家との親交が始まった。
2009年4月に岸田が義祖母のサラ・アヤンゴ・オバマを訪問した時には世界から来る客に三つ石かまどでお茶や食事が準備されていたため、オバマ家にかまど・ジコを作る約束をした。
岸田は2010年に逝去し、仕事を引き継いだ菊池弥生が2011年に義祖母を訪問したが、台所の建て替え計画や菊池の帰任、またアメリカ大使館から許可が必要となり延期が続いたがオバマ家のかまど・ジコは2012年11月に完成し感謝の言葉が述べられた。
高齢のサラは医師から家事は控えるように言われているため、代わりにメイド達によりかまど・ジコが使用されている。